# 明光镇
明光镇，是中华人民共和国云南省保山市腾冲市下辖的一个镇。

## 行政区划
明光镇下辖以下地区：
顺龙村、红云社区村、中塘社区村、东山村、沙河村、松园村、东营村、麻栎村和自治村。

## 中国传统村落
2013年8月，尖山脚村、茶山河村河外被评为第二批中国传统村落。